# Orangebröstad falk
Orangebröstad falk (Falco deiroleucus) är en fågel i familjen falkar inom ordningen falkfåglar.

## Utbredning och systematik
Fågeln förekommer lokalt från södra Mexiko till norra Argentina och Brasilien. Den behandlas som monotypisk, det vill säga att den inte delas in i några underarter.

## Status
IUCN kategoriserar arten som livskraftig.